# Габерцеттель, Виктор Фёдорович
Виктор Фёдорович Габерцеттель (нем. Viktor Karl Eduard Haberzettel; 1864—1912) — русский архитектор и художник.

## Биография
Родился 16 (28) февраля 1864 года в семье архитектора Фёдора Ивановича Габерцеттеля; мать — Александра Карловна, урождённая Шиллер (1839—1908); дед — Иоганн Габерцеттель (1788—1862).  
После окончания гимназии Карла Мая, где он учился 12 лет, в 1885 году поступил в Императорскую академию художеств, где учился до 1893 года. За время обучения получил малую поощрительную медаль (1889), малую (1891) и большую серебряную (1892) медали. Был учеником А. Л. Бенуа. В 1893 году получил звание классного художника 3-й степени, в 1894 году — звание классного художника 2-й степени. 
В 1893 году в чине коллежского секретаря был определён на службу в министерство внутренних дел. В том же году стал работать на Тюлевой фабрике сначала в качестве рисовальщика, а затем — архитектора и заведующего художественным ателье фабрики. Почётный член Санкт-петербургского Совета детских приютов, участвовал в работе Совета Образцового детского приюта барона Штиглица. Надворный советник (с 1911 года).  
Его художественные произведения экспонировались на выставках «Общества русских акварелистов»: в 1890 году — «Село Услони на Волге»; в 1893 — «Рыбацкие домики»; в 1895 — «Дождливый вечер»; в 1896 — «На островах»; в 1901 — «Болотная речка»; в 1903 — «После дождя»; в 1913 — «Пейзаж». Работа В. Ф. Габерцеттеля «Закат» (акв., гуашь, 1893) в настоящее время выставлена в Пензенской областной картинной галерее.
Скончался 30 октября (12 ноября) 1912 года. Был похоронен на Волковском лютеранском кладбище. Надгробие, выполненное архитектором Е. Е. Баумгартеном не сохранилось.

## Семья
Был женат с 9 марта 1900 года на дворянке Елизавете Антоновне фон Детерс (нем. Elsa Antonie von Deeters; 04.06.1876 — 1944, Хельсинки). Их дети: Антоний-Фридрих (Анатолий; род. 27.05.1901), Георгий-Теодор (род. 28.09.1902), Александр-Виктор (род. 21.10.1909), Виктория-Мария (Вера; род. 09.05.1913). 
Семье Габерцеттель принадлежал дом в Келломяки; Анатолий и Георгий Габерцеттели в 1917–1918 годах учились в Терийокском реальном училище. В 1939 году семья Габерцеттель была эвакуирована в коренную Финляндию. Елизавета Антоновна, Анатолий, Александр и Вера Габерцеттель похоронены на Ильинском кладбище в Хельсинки. Потомки семьи Габерцеттель живут в Финляндии.

## Проекты и постройки
- Производственные здания и жилой дом товарищества Тюлевой фабрики (надстройка и расширение). Петроградская набережная, 40—42 — улица Чапаева, 23 — Казарменный переулок, 2 (1894—1895, 1900-е, 1912);
- Доходный дом. Улица Всеволода Вишневского, 1 (1903);
- Производственное здание соединённых механических заводов «Новый Лесснер». Улица Александра Матросова, 1, средняя часть (1911);
- Собственная дача (предположительно). Комарово, Приморское шоссе, 483 лит. Б (1903)[5];
- Дачные постройки в окрестностях Санкт-Петербурга[1].